# KSV Wattwil
KSV Wattwil – żeński klub piłki siatkowej ze Szwajcarii. Został założony w 1972 w mieście Wattwil.

## Sukcesy
- Mistrzostwa Szwajcarii:
  -  1999